# Chile Open 2023
Il Chile Open 2023, conosciuto anche come Movistar Chile Open 2023 per motivi di sponsorizzazione, è stato un torneo di tennis giocato sulla terra rossa. È stata la 25ª edizione del Chile Open, facente parte della categoria ATP Tour 250 nell'ambito dell'ATP Tour 2023. Si è giocato al Club de Tenis UC San Carlos de Apoquindo di Santiago in Cile, dal 27 febbraio al 5 marzo 2023.

## Partecipanti al singolare

### Teste di serie
| Nazionalità | Giocatore               | Ranking | Testa di serie* |
| ----------- | ----------------------- | ------- | --------------- |
| Italia      | Lorenzo Musetti         | 18      | 1               |
| Argentina   | Francisco Cerúndolo     | 32      | 2               |
| Argentina   | Sebastián Báez          | 35      | 3               |
| Argentina   | Diego Schwartzman       | 38      | 4               |
| Spagna      | Albert Ramos Viñolas    | 47      | 5               |
| Serbia      | Laslo Đere              | 57      | 6               |
| Argentina   | Pedro Cachín            | 59      | 7               |
| Spagna      | Bernabé Zapata Miralles | 63      | 8               |

* Ranking al 20 febbraio 2023.

#### Altri partecipanti
I seguenti giocatori hanno ricevuto una wildcard per il tabellone principale:
- Cristian Garín
- Alejandro Tabilo
- Dominic Thiem

Il seguente giocatore è entrato in tabellone come special exempt:
- Nicolás Jarry

I seguenti giocatori sono entrati nel tabellone principale passando dalle qualificazioni:

- Riccardo Bonadio
- Juan Manuel Cerúndolo
- Camilo Ugo Carabelli
- Yannick Hanfmann

Il seguente giocatore è entrato in tabellone come lucky loser:
- Carlos Taberner

#### Ritiri
Prima del torneo
- Federico Coria → sostituito da  Juan Pablo Varillas
- Bernabé Zapata Miralles → sostituito da  Carlos Taberner

## Partecipanti al doppio

### Teste di serie
| Nazione    | Giocatore          | Nazione    | Giovatore            | Ranking* | Testa di serie |
| ---------- | ------------------ | ---------- | -------------------- | -------- | -------------- |
| Argentina  | Máximo González    | Argentina  | Andrés Molteni       | 81       | 1              |
| Kazakistan | Andrej Golubev     | Kazakistan | Oleksandr Nedovjesov | 112      | 2              |
| Colombia   | Nicolás Barrientos | Uruguay    | Ariel Behar          | 112      | 3              |
| Portogallo | Francisco Cabral   | Serbia     | Nikola Ćaćić         | 130      | 4              |

* Ranking al 20 febbraio 2023.

### Altri partecipanti
Le seguenti coppie di giocatori hanno ricevuto una wildcard per il tabellone principale:
- Marcelo Tomás Barrios Vera /  Alejandro Tabilo
- Thiago Seyboth Wild /  Matías Soto

### Ritiri
Prima del torneo
- Marco Bortolotti /  Sergio Martos Gornés → sostituiti da  Sergio Martos Gornés /  Carlos Taberner
- Marcelo Demoliner /  Andrea Vavassori → sostituiti da  Andrea Pellegrino /  Andrea Vavassori
- Thiago Monteiro /  Fernando Romboli → sostituiti da  Luis David Martínez /  Fernando Romboli

## Punti
| Evento    | V   | F   | SF | QF | 2T | 1T   | Q    | Q2   | Q1   |
| Singolare | 250 | 150 | 90 | 45 | 20 | 0    | 12   | 6    | 0    |
| Doppio    | 250 | 150 | 90 | 45 | 0  | N.D. | N.D. | N.D. | N.D. |

## Montepremi
| Evento    | V       | F       | SF      | QF      | 2T      | 1T     | Q2     | Q1     |
| Singolare | $97,760 | $57,025 | $33,525 | $19,425 | $11,280 | $6,895 | $3,445 | $1,880 |
| Doppio*   | $33,960 | $18,170 | $10,660 | $5,950  | $3,510  | N.D.   | N.D.   | N.D.   |

* per team

## Campioni

### Singolare
Nicolás Jarry ha sconfitto in finale  Tomás Martín Etcheverry con il punteggio di 6(5)-7, 7-6(5), 6-2.
• È il secondo titolo in carriera per Jarry, il primo della stagione.

### Doppio
Andrea Pellegrino /  Andrea Vavassori hanno sconfitto in finale  Thiago Seyboth Wild /  Matías Soto con il punteggio di 6-4, 3-6, [12-10].